# Rodney Kageyama
Rodney Kageyama (lub Rod Kageyama) – amerykański aktor sceniczny, filmowy i telewizyjny.

## Życiorys
Jego rodzice są imigrantami z Japonii (tzw. isseiami), co czyni go niseiem.
Kageyama swoją karierę aktorską rozpoczął w San Francisco na początku lat siedemdziesiątych XX wieku, jako jeden z pierwszych członków Asian American Theater Company (AATC). Będąc mieszkańcem San Francisco, współpracował także z American Conservatory Theater (A.C.T.). W 1979 roku przeniósł się do Los Angeles, gdzie związał się z East West Players (EWP), azjatycko-amerykańską organizacją teatralną kojarzoną z nazwiskami takich artystów, jak Mako, Pat Morita, James Hong, Takayo Fischer czy B. D. Wong. Zajmował się nie tylko aktorstwem, lecz także reżyserią i scenografią. W roku 1985 zdobył nagrodę Drama-Logue za kostiumy do sztuki EWP Rashomon. Osiem lat później wyreżyserował The Grapevine, widowisko napisane przez jednego z założycieli teatru muzycznego Grateful Crane Ensemble, Soji Kashiwagiego, wyprodukowane przez Los Angeles Theatre Center. Wiosną 2001 sukcesywnie wcielił się w postać Erroniusa w adaptowanym przez EWP musicalu A Funny Thing Happened on the Way to the Forum.
Alternatywnie kojarzony jest z dorobkiem filmowo-telewizyjnym. Wystąpił w popularnych produkcjach kinowych, takich jak Karate Kid II (The Karate Kid, Part II, 1986), Karate Kid IV: Mistrz i uczennica (The Next Karate Kid, 1994), Ostry poker w Małym Tokio (Showdown in Little Tokyo, 1991) czy Gung Ho (1986). Pojawił się w odcinkach seriali Świat według Bundych, Autostrada do nieba, Las Vegas, Domek na prerii.
W 2007 roku lekarze zdiagnozowali u niego nowotwór − chłoniaka nieziarniczego. Przeszedł chemioterapię, a od wiosny 2008 jest uznawany za zdrowego.
Kageyama jest osobą mocno zaangażowaną w działalność społeczną, często organizuje wolontariaty na różnego rodzaju cele dobroczynne. Niejednokrotnie zajmował się reżyserią i prowadzeniem imprez charytatywnych.

## Nagrody i wyróżnienia
- 2006: Community Treasures Award, Cherry Blossom Festival of Southern California[4]
- 2005: Rae Creevey Award, East West Players 39th Anniversary Awards[5]
- 1985: Drama-Logue Award, The Drama-Logue Awards